# Jean Bouillaud
Pour les articles homonymes, voir Bouillaud.
 (août 2024).
Si vous disposez d'ouvrages ou d'articles de référence ou si vous connaissez des sites web de qualité traitant du thème abordé ici, merci de compléter l'article en donnant les références utiles à sa vérifiabilité et en les liant à la section « Notes et références ».
Jean Bouillaud, né le 9 mai 1762 à Garat et mort le 3 mai 1829 à Paris, est un médecin militaire français.

## Biographie
Né en 1762 dans le village de Garat à huit kilomètres d'Angoulême (Charente), Jean Bouillaud est le fils de paysans aisés. Il étudie dans un premier temps chez le médecin Detreite à Villebois-Lavalette, puis gagne la capitale où on le retrouve inscrit au cours de chirurgie pratique et d’anatomie du Cn Dessault chirurgien-chef de l’Hôtel Dam à Paris.
Happé par l'élan révolutionnaire, Bouillaud s'engage au printemps 1792 dans l'armée en tant que chirurgien sous-aide-major. Opérant les blessés dans un hôpital ambulant de l'armée des Ardennes, il devient ensuite chirurgien-major de la 36e demi-brigade d'infanterie, unité qu'il ne quittera qu'en 1815. Totalement dévoué, il suit en effet ce régiment et participe à de nombreuses campagnes militaires. Après avoir servi dans les Ardennes, en Belgique et en Allemagne durant la Révolution, il appartient dès 1804 à la Grande Armée.
Au camp de Saint-Omer, le maréchal Soult ne cesse d'envoyer des courriers en sa faveur pour qu'il obtienne le titre de chevalier de la Légion d'honneur. Il arbore finalement la croix par décret du 26 avril 1806 sans avoir participé à la campagne d'Allemagne de 1805 qui s'achève par la brillante victoire d'Austerlitz.
Parce que la guerre continue, malgré une trêve de plusieurs mois, Bouillaud est alors envoyé en octobre 1806 en Prusse puis en 1807 en Pologne. De 1808 à 1813, il s'occupe des nombreux blessés et malades de l'armée d'Espagne et du Portugal avant de rejoindre la France en 1814.
Après la défaite de la France, il semble accepter le retour du roi. L'enquête ordonnée par le ministère de la guerre durant l'été 1814 juge en effet sa conduite raisonnable et honorable. Pendant les Cent-Jours il est de nouveau sollicité et assiste impuissant à la seconde invasion du territoire français. Incorporé à l'armée du Rhin (donc non présent à Waterloo comme certaines sources l'indiquent) il se signale une nouvelle fois par son dévouement.
Mis en demi-solde comme de nombreux anciens officiers de l'armée impériale, il réside à Boulogne-sur-Mer avant de gagner la capitale une fois admis à la retraite. 
Après s'être marié en 1822, il décide de s'occuper de son neveu Jean-Baptiste Bouillaud, né comme lui à Garat. À son décès en 1829, place de l'Estrapade à Paris, il lègue sa modeste fortune à celui qui va devenir l'une des grandes figures de la médecine française du XIXe siècle.

## Distinctions
- Chevalier de la Légion d'honneur (1806)